# Линцурин мравник
Линцурин мравник, познат и под назиом алкон (лат. Phengaris alcon), инсект је из реда лептира (лат. Lepidoptera) и породице плаваца (лат. Lycaenidae).

## Опис врсте
Нешто је мањи од сродног ариона. Горња страна крила мужјака је равномерно плава, без црних тачака.

## Распрострањење
Врста има станиште у Албанији, Аустрији, Белгији, Белорусији, Босни и Херцеговини, Бугарској, Грчкој, Данској, Италији, Казахстану, Киргистану, Литванији, Мађарској, Молдавији, Немачкој, Пољској, Румунији, Русији, Словачкој, Србији, Турској, Украјини, Француској, Холандији, Хрватској, Црној Гори, Чешкој, Швајцарској, Шведској и Шпанији.

## Станиште
Линцурин мравник има станиште на копну. Настањује влажне ливаде брдског и планинског појаса. Има строге еколошке захтеве што га чини угроженим. Насељава већи део Европе и планинску Србију, али је редак и локалан.

## Биљке хранитељке
Основне биљке хранитељке су линцуре (Gentiana spp.).

## Угроженост
Ова врста је на нижем степену опасности од изумирања, и сматра се скоро угроженим таксоном.